# Delphyne Peretto
Delphyne Peretto (Albertville, 9 febbraio 1982) è un'ex biatleta francese.

## Biografia
In Coppa del Mondo esordì il 2 dicembre 2004 a Beitostølen (43ª), ottenne il primo podio il 5 dicembre successivo nella medesima località (3ª) e la prima vittoria il 5 gennaio 2006 a Oberhof.
In carriera prese parte a un'edizione dei Giochi olimpici invernali, Torino 2006 (14ª nella sprint, 26ª nell'inseguimento, 27ª nella partenza in linea, 40ª nell'individuale, 3ª nella staffetta), e a tre dei Campionati mondiali, vincendo due medaglie.

## Palmarès

### Olimpiadi
- 1 medaglia:
  - 1 bronzo (staffetta[1] a Torino 2006)

### Mondiali
- 2 medaglie:
  - 1 argento (staffetta[1] ad Anterselva 2007)
  - 1 bronzo (staffetta[1] a Östersund 2008)

### Coppa del Mondo
- Miglior piazzamento in classifica generale: 34ª nel 2005
- 9 podi (tutti a squadre), oltre a quelli conquistati in sede olimpica e iridata e validi anche ai fini della Coppa del Mondo:
  - 3 vittorie
  - 3 secondi posti
  - 3 terzi posti

#### Coppa del Mondo - vittorie

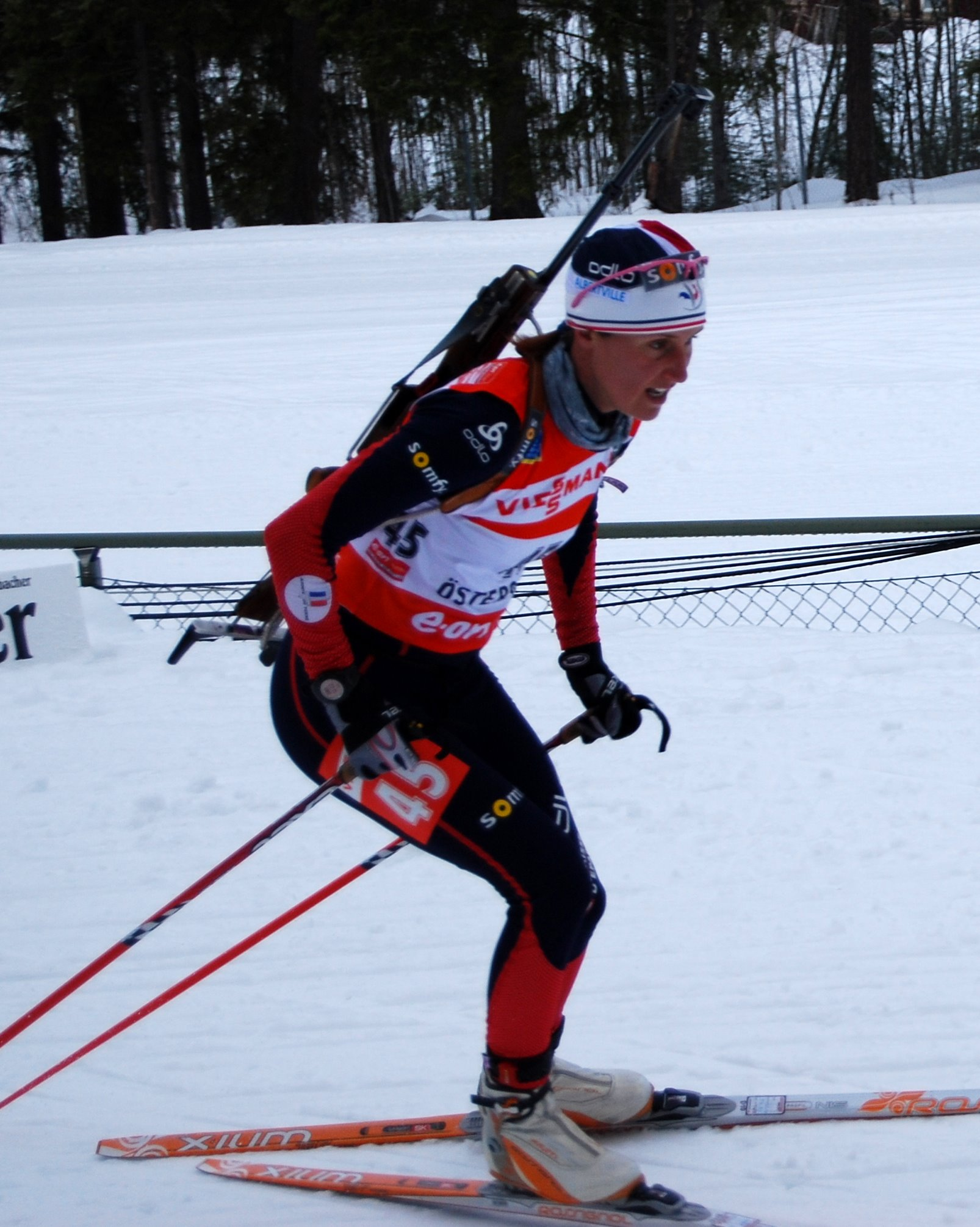
Delphyne Peretto in gara ai a Mondiali di Östersund 2008

| Data             | Località   | Nazione  | Spec.                                                              |
| ---------------- | ---------- | -------- | ------------------------------------------------------------------ |
| 5 gennaio 2006   | Oberhof    | Germania | RL (con Florence Baverel-Robert, Sylvie Becaert e Sandrine Bailly) |
| 17 dicembre 2006 | Hochfilzen | Austria  | RL (con Florence Baverel-Robert, Sylvie Becaert e Sandrine Bailly) |
| 3 gennaio 2007   | Oberhof    | Germania | RL (con Florence Baverel-Robert, Sylvie Becaert e Sandrine Bailly) |

Legenda:

RL = staffetta